# Elisabeth Coste
Elisabeth Coste, död 1794, var en fransk köpman. Hon åtalades för förräderi och avrättades med giljotin under skräckväldet.
Hon ägde en tygbutik i Montpellier. Hon är känd för att ha deltagit i den så kallade "Galettes"-affären under den franska revolutionen. Under en hungersnöd i Montpellierregionen gjorde Elisabeth Coste pannkakor trots förbudet att förvara mjöl hemma.